# Martel
 Martel  es una comuna y población Francia, en la región de Mediodía-Pirineos, departamento de Lot, en el distrito de Gourdon. Es cabecera del cantón homónimo.
Su población en el censo de 1999 era de 1.467 habitantes.
Está integrada en la Communauté de communes du Canton de Martel .